# Todus multicolor
La cartacuba (Todus multicolor), también denominada barrancolí cubano y pedorrera, es una especie de ave coraciiforme de la familia Todidae endémica de Cuba. Es una de las especies más preciosas de la avifauna cubana. No se conocen subespecies.

## Nombres
En latín Todus proviene de su canto de reclamo “to-to-to” y multicolor de muchos colores. Cartacuba tiene origen indígena, proviene del oriente de Cuba y pedorrera se usa en el occidente y se debe al sonido que produce con las alas, como soplar con labios vibrantes, parecido a una flatulencia. En inglés tiene el nombre de Cuban tody.

## Distribución
Es un ave común en toda Cuba, que vive en bosques con barrancos.

## Descripción
Mide unos 10,6 cm de largo. Es de color verde intenso en el dorso y abajo es blanco-grisáceo que hacia los lados, junto a las alas se vuelve rosado. Junto a la base del pico, arriba las plumas son amarillas y por delante en la garganta y el cuello tiene un parche rojo flanqueado por bordes blancos y a continuación otro azul claro entre el pico y el ala. Las covertoras bajo la cola son amarillas. Los ojos son azul-grisáceos. El pico en relación con el cuerpo es grande, arriba es pardo y abajo rosa-coral. Las patas también son de color rosa-coral, y a los dedos interior y medio los une una membrana hasta cerca del extremo. Los juveniles tienen abajo completamente blanco-grisáceo y los ojos son castaños. 
Se posan por largo rato y vuelan distancias cortas, produciendo a voluntad a veces un sonido vibrante con las alas a modo de “pedo”. Hacen un canto de reclamo fuerte y rápido, similar a «to-to-to». Se alimentan exclusivamente de insectos, otros invertebrados y pequeñas lagartijas.

## Nido
Nidifican entre abril y julio. Cavan sus nidos en barrancos terrosos, a poca altura de sus bases, con profundidades de unos 25 cm. También pueden cavarlos en troncos podridos o usar cavidades naturales en la piedra. En zonas costeras arenosas también pueden excavar su nido en la entrada de cuevas de cangrejos. Ponen 3 o 4 huevos de color blanco, de 15,5 mm de largo y 13,5 mm de ancho. Cuando salen o entran del nido lo hacen súbitamente.